# Opopanax de Chiron
Espèce
L'Opopanax de Chiron, Opopanax chironium, est une espèce de plantes à fleurs de la famille des Apiaceae.

## Description
C'est une plante vigoureuse qui peut atteindre 1 à 2 mètres de hauteur et qui se reconnaît aisément à son port de férule, à la découpe de ses feuilles en segments larges et ovales, ainsi qu'à ses fleurs jaunes.
Elle est généralement hérissée à la base et glabre au sommet. Ses feuilles basales ont une forme triangulaire, les feuilles supérieures sont simples ou réduites à la gaine. Les fleurs sont jaunes et se regroupent en grandes panicules lancéolées. Le fruit est plat, obovale ou elliptique, et est parcouru de côtes filiformes.

## Répartition et habitat
La plante préfère un climat chaud comme en Iran, Italie, Grèce et Turquie mais elle peut être trouvée ailleurs.

## Liste des sous-espèces
Selon GBIF (25 avril 2023) :
- Opopanax chironius subsp. bulgaricus (Vel.) N.Andreev, 1982
- Opopanax chironius subsp. chironius

## Systématique
Le nom correct complet (avec auteur) de ce taxon est Opopanax chironium (L.) W.D.J.Koch.
L'espèce a été initialement classée dans le genre Laserpitium sous le basionyme Laserpitium chironium L..
Ce taxon porte en français les noms vernaculaires ou normalisés suivants : Opopanax de Chiron,, Opopanax du centaure Chiron, Opoponax de Chiron.
Opopanax chironium a pour synonymes :
- Dorema chironia (L.) M.Hiroe
- Laserpitium chironium L.
- Malabaila opopanax (Crantz) Baill.
- Malabaila opoponax Baill.
- Malabaila orientalis Benth. & Hook.f. ex Arcang.
- Maspeton chironium (L.) Raf.
- Opopanax bulgaricus Velen.
- Opopanax chironium subsp. bulgaricum (Velen.) N.Andreev
- Opopanax glabrum Bernh.
- Opopanax opopanax (Crantz) H.Karst.
- Opoponax chironium subsp. bulgaricum (Velen.) N.Andreev
- Pastinaca altissima Lam.
- Selinum opopanax Crantz
- Siler chironium (L.) Crantz